# Reforma tributaria de Colombia de 2012
La reforma tributaria de Colombia de 2012 se creó para formalizar a los pequeños y medianos empresarios para generar y mantener oportunidades de empleo, el gobierno colombiano del Presidente de la República Juan Manuel Santos, representado por su Ministro de Hacienda y Crédito Público, Mauricio Cárdenas, radicó ante la Cámara de Representantes, el 4 de octubre del 2012, un proyecto de ley por medio del cual se expiden normas en materia tributaria y se dictan otras disposiciones, el cual se constituye en su propuesta para una reforma tributaria en el país. El proyecto cursa trámite en el Congreso con el acumulado No. 166 Cámara - No. 134 Senado, ambos de 2012.
Esta reforma se constituye en el primer debate público que aborda el gobierno en pleno ante el Congreso y la opinión pública, tras el fracaso de su reforma a la justicia.
Al participar del debate en torno el proyecto, el presidente justifica la reforma en la necesidad de generar una formalización del empleo en el país y califica como una obsesión de su gobierno «reducir las brechas, mejorar el país socialmente».
Merece la pena destacar que el gobierno sostiene que esta es una reforma neutra desde el punto de vista fiscal: no busca ganar ni perder recaudo. En este sentido, la Asociación Nacional de Instituciones Financieras (Anif), organización que agrupa a los bancos del país, lamentó públicamente tal determinación y estimó que se desperdició «una buena oportunidad para elevar la tributación efectiva de Colombia en al menos un 2% del PIB». Se aprobó en el Senado de la República el 15 de diciembre de 2014 pero, entró en vigor el 1 de enero de 2015.

## Trámite en sesiones ordinarias
En la Cámara de Representantes, para el estudio de la iniciativa se presentaron cerca de 250 impedimentos.
El 14 de diciembre de 2012, el Senado de la República aprobó 105 artículos de la reforma que no tenían proposiciones y que corresponden al 54% del proyecto. Los artículos aprobados en su mayoría eran cuestiones de forma, pues el Senado prefirió votar el fondo de la reforma en los días de sesiones extras a los que los convocó el gobierno.

## Sesiones extras para estudiar la reforma
El 14 de diciembre de 2012, aprovechando la facultad que tiene el Ejecutivo para convocar al Legislativo tras sus sesiones ordinarias (que van hasta el 16 de diciembre), para estudiar determinados proyectos de ley, el gobierno expidió el Decreto 2605 de 2012 convocando al Congreso de la República a sesiones extraordinarias del 17 al 19 de diciembre de 2012 para ocuparse como único punto del día del estudio de la reforma.
Previamente, el presidente Santos había anticipado a los medios de comunicación que el gobierno estudiaba la expedición del decreto en consideración al pedido de los congresistas para tener más tiempo de estudio y debate sobre la reforma. Y añadió:

Si hay que llamar a extras llamaremos a extras para que tengan el tiempo suficiente, para que quede una reforma bien hecha, y para que no se repita lo que pasó con la Reforma a la Justicia, que por el afán se metieron ahí –como le llaman ahora- unos micos.

En este mismo sentido, los presidentes de las cámaras legislativas que componen el Congreso afirmaron que utilizarán el tiempo con que cuentan para dar un debate de altura, por lo que no permitirán que «se repita un show como el de la reforma a la justicia».

### 17 de diciembre
Durante el trámite de la reforma en el Congreso, el Senado logró completar la aprobación de cerca de 150 artículos de la reforma, incluyendo los relativos al apoyo económico que se puede brindar al Archipiélago de San Andrés, Providencia y Santa Catalina y el que establece la identificación tributaria de las personas naturales con el número de seguridad social. Del mismo modo, durante el debate, el Senado aprobó la reducción del IVA a la medicina prepagada, al almacenamiento de productos agrícolas, al seguro agropecuario y a las empresas que empleen personas discapacitadas. También brindó su aprobación a los artículos relativos al desmonte del IVA para el servicio de internet en los estratos 1 y 2, entre otras disposiciones. No obstante, con cerca de 300 proposiciones para analizar, el Senado no abordó el estudio del «corazón de la reforma».
Durante el debate, los senadores Alexandra Moreno, Guillermo García Realpe y Luis Fernando Velasco, presentaron una proposición de adición al articulado de la reforma para unificar todos los tributos sobre el combustible en torno a un único impuesto que se cobraría a razón de «$250 por galón, el de gasolina extra a razón de $1.555 por galón y el impuesto general al ACPM a razón de $250 por galón».
La Cámara votó en bloque 94 artículos, emulando lo realizado por el Senado en las sesiones ordinarias: votar primero los artículos sin proposiciones.

## Opiniones frente al proyecto
La gran cantidad de aristas que presenta el proyecto ha provocado que desde distintas orillas políticas se critique el mismo. El principal partido de la oposición, el Polo Democrático Alternativo (PDA), han anunciado su oposición absoluta al proyecto, al tiempo que el principal partido del gobierno, el Partido de la U, ha presentado voces disidentes que califican la reforma como «inconveniente y regresiva». No obstante, el gobierno ha confirmado acuerdos condicionados con su partido, el Partido Liberal y el Partido Verde, que le permiten contar con cómodas mayorías para aprobar la reforma.
El Ministro del Trabajo, Rafael Pardo, los gremios de empleadores y los representantes de los trabajadores colombianos, en el marco de la Comisión de concertación salarial que sesiona de manera simultánea al debate de la reforma tributaria -sin guardar relación directa alguna-, suscribieron una carta común en la que solicitan al Congreso abstenerse de incluir como proposición al proyecto «cualquier contenido que afecte los ingresos provenientes de aportes parafiscales destinados a cajas de compensación».
El senador liberal Juan Fernando Cristo, ponderando la importancia de la reforma, ha manifestado:

Si la reforma tributaria se hunde, políticamente sería la peor derrota para el Gobierno.

El Ministro Consejero para el diálogo social y la movilización ciudadana, Luis Eduardo Garzón, manifestó públicamente su respaldo a la reforma asegurando que la reforma afectaría su bolsillo, pero que es un sacrificio necesario para general empleo en el país. En sus palabras:

En el presente si me afectarían [los cambios que traerá la reforma], pues me pagan como rico, 11 millones de pesos mensuales, y a esos 'ricos', si nos la van a cobrar, pero poquito. Los que si deben estar sufriendo son los que esconden su plata en las Interbolsas de Curazao, evadiendo impuestos.